# Dawid Wegner
Dawid Wegner (* 23. April 2000 in Bydgoszcz) ist ein polnischer Leichtathlet, der sich auf den Speerwurf spezialisiert hat.

## Sportliche Laufbahn
Erste internationale Erfahrungen sammelte Dawid Wegner im Jahr 2017, als er bei den U18-Weltmeisterschaften in Nairobi mit einer Weite von 70,56 m den vierten Platz belegte. 2019 schied er bei den U20-Europameisterschaften in Borås mit 70,43 m in der Qualifikationsrunde aus und 2021 gelangte er bei den U23-Europameisterschaften in Tallinn mit 77,17 m auf den fünften Platz. 2023 wurde er bei der 1. Liga der Team-Europameisterschaft im Rahmen der Europaspiele in Chorzów mit 81,40 m Vierter und im August belegte er bei den Weltmeisterschaften in Budapest mit 80,75 m im Finale den neunten Platz. Im Jahr darauf verpasste er bei den Europameisterschaften in Rom mit 79,35 m den Finaleinzug und schied dann auch bei den Olympischen Sommerspielen in Paris mit 76,89 m in der Vorrunde aus.